# Marsupiobothrium
A Marsupiobothrium a galandférgek (Cestoda) osztályának Tetraphyllidea rendjébe, ezen belül a Phyllobothriidae családjába tartozó nem.

## Tudnivalók
A Marsupiobothrium-fajok tengeri élősködők.

## Rendszerezésük
A nembe az alábbi 6 faj tartozik:
- Marsupiobothrium alopias Yamaguti, 1952
- Marsupiobothrium forte (Linton, 1924) Yamaguti, 1952
- Marsupiobothrium gobelinus Caira & Runkle, 1993
- Marsupiobothrium karbharii Deshmukh & Shinde, 1975
- Marsupiobothrium rhinobati Shinde & Deshmukh, 1980
- Marsupiobothrium rhynchobati Shinde & Deshmukh, 1980

Korábban idesorolt két fajt, áthelyezték a Guidus Ivanov, 2006 nembe.